# 4929 Yamatai
4929 Yamatai (1982 XV) là một tiểu hành tinh vành đai chính được phát hiện ngày 13 tháng 12 năm 1982 bởi Kosai và Hurukawa ở Đài thiên văn Kiso.